# Quinkana
Het geslacht Quinkana omvat een viertal soorten uitgestorven krokodilachtigen uit Australië. De soorten Q. babarra en Q. fortirostrum leefden in het Plioceen, de soorten Q. meboldi en Q. timara stammen uit het Laat-Oligoceen.
De verschillende soorten varieerden sterk in grootte: Q. meboldi bereikte een lengte van 1.5 meter, Q. fortirostrum werd 3 meter lang en Q. babarra was met een lengte van 7 meter de grootste soort. Deze laatste soort leefde, in tegenstelling tot de hedendaagse krokodillen, op het land. Quinkana babarra was dankzij de lange poten een snelle renner. Deze zeven meter lange krokodil ving grote reptielen, vogels en zoogdieren zoals kangoeroes vanuit de achtervolging. De scherpe, platte tanden stelden Quinkana babarra in staat zijn prooi te doden en aan stukken te scheuren. Fossielen van deze soort zijn gevonden bij Bluff Downs (Queensland) en in het Chiltern Mount Pilot National Park.